# Південно-Східне Сулавесі
Південно-Східне Сулавесі (індонез. Sulawesi Tenggara) — провінція в Індонезії, на острові Сулавесі.
Населення — 2 232 586 осіб (2010 рік). Адміністративний центр — місто Кендарі.

## Адміністративний поділ
Провінція ділиться на 10 округів і 2 міських муніципалітети:
| №  | Адм. одиниця                            | Територія, км² | населення, осіб (2010) | Адм. центр         |
| -- | --------------------------------------- | -------------- | ---------------------- | ------------------ |
| 1  | Кендарі (місто)                         |                | 289 468                |                    |
| 2  | Округа Конаве                           |                | 241 428                | Унааха             |
| 3  | Округа Північне Конаве (Конаве Утара)   |                | 51 447                 | Ванггуду           |
| 4  | Округа Південне Конаве (Конаве Селатан) |                | 264 197                | Андоло             |
| 5  | Округа Колака                           |                | 314 812                | Колака             |
| 6  | Округа Північна Колака (Колака Утара)   |                | 121 476                | Ласасуа            |
| 7  | Округа Бомбана                          |                | 139 271                | Румбія             |
|    | Регіон Пенінсула                        |                | 808 470                |                    |
| 8  | Бау-Бау (місто)                         |                | 137 118                |                    |
| 9  | Округа Бутон                            |                | 255 474                | Бау-Бау            |
| 10 | Округа Північний Бутон (Бутон Утара)    |                | 54 816                 | Бурангга           |
| 11 | Округа Муна                             |                | 268 140                | Раха               |
| 12 | Округа Вакатобі                         |                | 92 922                 | Острів Ванги-Ванги |
|    | Регіон острова                          |                | 1 422 099              |                    |
|    | Всього                                  |                | 2 230 569              |                    |